# Panathinaikos F.C.
Câu lạc bộ bóng đá Panathinaikos (tiếng Hy Lạp: ΠΑΕ Παναθηναϊκός Α.Ο. [panaθinaiˈkos] ⓘ), được biết đến là Panathinaikos, hoặc theo tên đầy đủ và tên của câu lạc bộ thể thao gốc của câu lạc bộ, Panathinaikos A.O. hoặc PAO (Παναθηναϊκός Αθλητικός Όμιλος; Panathinaïkós Athlitikós Ómilos, "All-Athenian Athletic Club"), là một câu lạc bộ bóng đá chuyên nghiệp Hy Lạp có trụ sở ở  Athens, Hy Lạp.

## Thành tích
- Vô địch Hy Lạp: 20
  - 1930, 1949, 1953, 1960, 1961, 1962, 1964, 1965, 1969, 1970
  - 1972, 1977, 1984, 1986, 1990, 1991, 1995, 1996, 2004, 2010
- Cúp bóng đá Hy Lạp: 18
  - 1940, 1948, 1955, 1967, 1969, 1977, 1982, 1984, 1986, 1988,
  - 1989, 1991, 1993, 1994, 1995, 2004, 2010, 2014
- Siêu cúp bóng đá Hy Lạp: 3
  - 1988, 1993, 1994
- Cúp Balkan: 1
  - 1977

## Đội hình hiện tại
Tính đến 15 tháng 7 2024
Ghi chú: Quốc kỳ chỉ đội tuyển quốc gia được xác định rõ trong điều lệ tư cách FIFA. Các cầu thủ có thể giữ hơn một quốc tịch ngoài FIFA.
| Số | VT | Quốc gia    | Cầu thủ                       |
| -- | -- | ----------- | ----------------------------- |
| 1  | TM | Nga         | Yuri Lodygin                  |
| 2  | HV | Hy Lạp      | Georgios Vagiannidis          |
| 4  | TV | Tây Ban Nha | Rubén Pérez (Đội phó)         |
| 5  | HV | Hà Lan      | Bart Schenkeveld (Đội trưởng) |
| 6  | TV | Hy Lạp      | Zeca (Đội phó)                |
| 7  | TĐ | Hy Lạp      | Fotis Ioannidis               |
| 9  | TĐ | Slovenia    | Andraž Šporar                 |
| 11 | TV | Hy Lạp      | Tasos Bakasetas               |
| 14 | HV | Hoa Kỳ      | Erik Palmer-Brown             |
| 15 | HV | Iceland     | Sverrir Ingi Ingason          |
| 16 | TV | Slovenia    | Adam Gnezda Čerin             |
| 17 | TV | Argentina   | Daniel Mancini                |
| 18 | TV | Hy Lạp      | Dimitrios Limnios             |
| 20 | TV | Serbia      | Nemanja Maksimović            |

| Số | VT | Quốc gia    | Cầu thủ                   |
| -- | -- | ----------- | ------------------------- |
| 21 | HV | Croatia     | Tin Jedvaj                |
| 22 | TV | Tây Ban Nha | Aitor Cantalapiedra       |
| 23 | HV | Iceland     | Hörður Björgvin Magnússon |
| 25 | HV | Serbia      | Filip Mladenović          |
| 27 | HV | Hy Lạp      | Giannis Kotsiras          |
| 29 | TĐ | Thụy Điển   | Alexander Jeremejeff      |
| 31 | TV | Serbia      | Filip Đuričić             |
| 32 | HV | Hy Lạp      | George Baldock            |
| 44 | TV | Hy Lạp      | Georgios Nikas            |
| 52 | TV | Hà Lan      | Tonny Vilhena             |
| 55 | TV | Brasil      | Willian Arão              |
| 69 | TM | Ba Lan      | Bartłomiej Drągowski      |
| 77 | TV | Slovenia    | Benjamin Verbič           |

## Cầu thủ nổi tiếng
Antonis Antoniadis, Stratos Apostolakis, Angelos Basinas, Dimitrios Domazos, Giorgos Donis, Kostas Eleftherakis, Panagiotis Fissas, Kostas Frantzeskos, Mike Galakos, Giorgos Georgiadis, Takis Ikonomopoulos, Ioannis Kalitzakis, Aristidis Kamaras, Giorgos Kapouranis, Anthimos Kapsis, Giorgos Karagounis, Ioannis Kirastas, Sotiris Kirjakos, Kostas Linoxilakis, Spiros Livathinos, Takis Loukanidis, Spiros Marangos, Angelos Messaris, Apostolos Nikolaidis, Antonios Nikopolidis, Nikos Nioplias, Nikos Sarganis, Dimitris Saravakos, Giourkas Seitaridis, Nikos Vamvakoulas
 Oscar Alvarez, Juan Jose Borelli, Juan Ramon Rotcha, Juan Ramon Veron
 Júlio César da Silva, Flávio Conceição
 Rene Henriksen, Jan Michaelsen
 Markus Münch, Karlheinz Pflipsen
 Aljoša Asanović, Robert Jarni, Goran Vlaovic, Velimir Zajec
 Eric Mykland
 Emmanuel Olisadebe, Josef Wantzik, Krzysztof Warzycha
 Paolo Sousa

## PAO 2006/2007
| 1  | Mario Galinović    |
| 12 | Pier-Owono Ebede   |
| 16 | Alexandros Tzorvas |
| 35 | Petros Kravaritis  |

| 3  | Mikael Antonsson      |
| 4  | Elias Kotsios         |
| 5  | Nasief Morris         |
| 8  | Ioannis Goumas (C)    |
| 19 | Anthony Šerić         |
| 24 | Loukas Vintra         |
| 31 | Filippos Darlas       |
| 34 | Alexandros Pagalis    |
| 36 | Theodoros Tripotseris |

| 6  | Ricardo Souza Bovio    |
| 9  | Sebastian Ariel Romero |
| 10 | Ezequiel Gonzalez      |
| 15 | Srđan Andrić           |
| 18 | Giorgos Theodoridis    |
| 20 | Sotiris Leontiou       |
| 22 | Alexandros Tziolis     |
| 23 | Victor                 |
| 25 | Igor Bišćan            |
| 27 | Andreas Ivanschitz     |
| 29 | Mikael Nilsson         |
| 32 | Lucian Sanmartean      |
| 33 | Avgerinos Katranas     |

| 11 | Dimitris Papadopoulos |
| 26 | Evangelos Mantzios    |
| 14 | Dimitrios Salpingidis |